# Ayşen Gruda
Ayşen Gruda, née le 22 août 1944 à Istanbul et morte le 23 janvier 2019 dans la même ville, est une actrice turque. 

## Biographie
Elle est une figure incontournable de la période Yeşilçam. Elle joue dans une grande partie des comédies turques, notamment aux côtés de Kemal Sunal et de Şener Şen. Elle meurt d'un cancer du pancréas à l'âge de 74 ans,,.

## Filmographie sélective
- 1974 : Hababam Sınıfı - Bilgi Yar
- 1976 : Tosun Paşa de Kartal Tibet
- 1976 : Süt Kardeşler
- 1977 : Çöpçüler Kralı
- 1977 : Hababam Sınıfı tatilde
- 1977 : Şaban Oğlu Şaban
- 1979 : Şark Bülbülü
- 1981 : Hababam Sınıfı Güle Güle
- 1981 : Davaro
- 1982 : Çiçek Abbas
- 1985 : Namuslu
- 1985 : Şendul Şaban
- 2006 : L'Homme qui sauva le monde, le retour (Dünyayı Kurtaran Adam'in Oğlu, également connu sous le nom de Turkish Star Wars 2), de Kartal Tibet : Safiye Ana